# The Tides of Fate
The Tides of Fate er en amerikansk stumfilm fra 1917 af Marshall Farnum.

## Medvirkende
- Alexandria Carlisle som Fanny Lawson
- Frank Holland som John Cross
- William Sheer som Stephen King
- Charles E. Graham som Fergus McManus
- Jane Kent som Claudia Nelson